# ゼロ幅非接合子

ISOキーボード用のZWNJのシンボル

ゼロ幅非接合子（ゼロはばひせつごうし、英語: zero width non-joiner、ZWNJ）は合字を使用する文字体系のコンピュータ化で用いられる制御文字である。本来ならば合字として連結される2つの文字の間にZWNJが置かれると、その2つの文字はそれぞれ末尾形および頭字形で表示される。スペースを間に置くことでも同じ効果は得られるが、スペースよりも両者の文字を近づけたい、または単語と形態素を連結したい場合にZWNJが用いられる。
ZWNJはUnicodeでは U+200C  zero width non-joiner (HTML: &#8204; &zwnj;) として符号化されている。

## 正しいタイポグラフィのための分離記号としてのZWNJの使用
言語によっては、文字列の正しいタイポグラフィの形を指定するためにZWNJが必要である。
かつてASCIIの制御文字であるユニット分離文字がこの目的で使われていた。
| 正しい（ZWNJ使用） | 正しい（ZWNJ使用） | 正しい（ZWNJ使用）                                | 誤り     | 誤り | 誤り     | 意味                                                                                 |
| 表示               | 画像               | コード                                            | 表示     | 画像 | コード   | 意味                                                                                 |
| ------------------ | ------------------ | ------------------------------------------------- | -------- | ---- | -------- | ------------------------------------------------------------------------------------ |
| می‌خواهم            |                    | می&zwnj;خواهم （右から左に書くと）: می&zwnj;خواهم | میخواهم  |      | میخواهم  | ペルシア語「私は欲する」                                                             |
| עֲו‌ֹנֹת               |                    | עֲו&zwnj;ֹנֹת （右から左に書くと）: עֲו&zwnj;נֹת       | עֲוֹנֹת     |      | עֲוֹנֹת     | 聖書ヘブライ語「罪」（複数形）                                                       |
| Auf‌lage            |                    | Auf&zwnj;lage                                     | Auflage  |      | Auflage  | ドイツ語「版」 (複合語: "auf"+"Lage")                                                |
| Brot‌zeit           |                    | Brot&zwnj;zeit                                    | Brotzeit |      | Brotzeit | ドイツ語方言「軽食（の一種）」 (複合語 "Brot" パン + "Zeit" 時間)、 フラクトゥール形 |
| deaf‌ly             |                    | deaf&zwnj;ly                                      | deafly   |      | deafly   | "dea"+"fly" の複合語でなく、"deaf" の副詞形であることを示す                          |
| श्रीमान्‌को              |                    | श्रीमान्&zwnj;को                                       | श्रीमान्को    |      | श्रीमान्को    | ネパール語「夫の」または「立派な人の」                                               |

聖書ヘブライ語の例では、ニクダーのホラムの点の位置がヴァヴ ⟨ו⟩ の左に来るのが正しい。もし点が ⟨ו⟩ の上に置かれると、⟨עוֹנוֹת⟩「季節」とまちがいやすい。現代ヘブライ語ではヴァヴのうしろにホラムを置く理由はなく、合字は必要ないので、現代ヘブライ語の組版でZWNJが必要になることはまれである。
ドイツ語のタイポグラフィでは、合字が複合語の構成要素の境界を越えてはならない。したがって、ドイツ語の最初の例では、接頭辞「Auf-」は後続する単語から切り離し、「fl」が合字にならないようにしなければならない。同様に英語でも、合字は形態素境界をまたいではならない。たとえば「fly」や「fish」はある語の中では形態素だが、そうでない場合もある。したがって、「dayfly」の「fl」や「catfish」の「fi」は合字にすべきだが、「deafly」の「fl」や「selfish」の「fi」で合字を使ってはならない。
ペルシア語ではZWNJを接頭辞・接尾辞・複合語において広範囲に使用する。間にスペースを入れると複合語でない2つの単語とまぎらわしくなるので、ZWNJを使用する。

## 別形を表示するためのZWNJの使用
ブラーフミー系文字では、ヴィラーマのついた子音の後ろか、または従属母音の前にZWNJを置くことで、文字が合成されるのを防ぐことができる。
デーヴァナーガリーでは、क् と ष は普通は結合して क्ष になるが、ZWNJを間にはさむ (क्&zwnj;ष) と क्‌ष のように表示される。
カンナダ文字では、ನ್ と ನ は結合して ನ್ನ になるが、ZWNJを両者の間に挿入すると、ನ್‌ನ と表示される。主に非カンナダ語の単語をカンナダ文字で表記するときにこの方式が用いられる。たとえば、Facebookは ಫೇಸ್‌ಬುಕ್ と書かれる（ただし ಫೇಸ್ಬುಕ್ と書くこともできる）。ರಾಜ್‌ಕುಮಾರ್（ラージクマール）や ರಾಮ್‌ಗೊಪಾಲ್ もZWNJを必要とする固有名詞の例である。

## シンボル

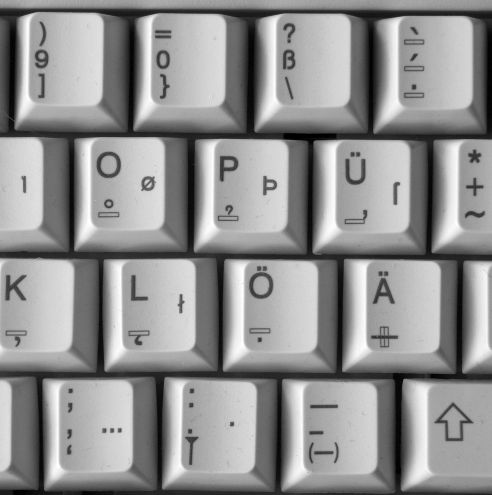
ドイツ語T2キーボード配列の一部、「.」キーにZWNJのシンボルが書かれている

ZWNJが直接入力可能なキーボードのためのシンボルは、ISO/IEC 9995-7:2009の追補1(2012)「 情報技術 - テキスト及びオフィスシステムのキーボード配列 - 機能を表すために用いるシンボル」のシンボル番号81、およびIEC 60417「機器・装置用図記号」の IEC 60417-6177-2 として標準化されている。